# کریستین پولسن
کریستین پولسن(به انگلیسی: Christian Poulsen) زادهٔ ۱۸ فوریه ۱۹۸۰در دانمارک است و تاکنون در تیم‌های کپنهاگن، شالکه، سویا، یوونتوس، لیورپول بازی کرده‌است و ۹۲ بازی ملی هم برای تیم ملی فوتبال دانمارک انجام داده است. او در تاریخ ۴ مارس ۲۰۲۰ و در بحبوحه گسترش ویروس کرونای جدید در اروپا، در حالی که کمک‌مربی باشگاه آژاکس آمستردام بود، قرنطینه شد. 